# Рамушево
Ра́мушево — деревня в Старорусском муниципальном районе Новгородской области, относится к Медниковскому сельскому поселению.
Деревня расположена на левом берегу Ловати, на противоположном берегу есть ещё две деревни Старое Рамушево и Новое Рамушево (выше по течению Ловати).

## История
В истории Великой Отечественной войны название деревни дало имя т. н. «Рамушевскому коридору» (официальное немецкое название у операции было нем. «Brückenschlag» — «Наводка моста»), организованному 21 апреля 1942 года, ударной группой из трёх немецких дивизий под командованием генерал-лейтенанта Вальтера фон Зейдлиц-Курцбаха, которая прорвала окружение (т. н. «Демянский котёл») крупной группировки немецких войск, окружённой январе-феврале 1942 года советскими войсками наступавшими из Рамушево в Залучье (см. подробнее Демянская операция (1942)), ликвидирован «Рамушевский коридор» был в 1943 году (см. подробнее Демянская наступательная операция (1943) и Старорусская операция). Ныне у деревни находятся воинские захоронения советских воинов.

## Население
| 2010 |
| ---- |
| 109  |

## Люди, связанные с деревней
- Томский, Николай Васильевич — советский скульптор-монументалист, родился в Рамушево в 1900 году, отсюда был призван в Красную Армию[3].
- Решетова, Екатерина Викторовна — поэтесса, проживающая в д. Рамушево[4].